# Céline Kever
Céline Kever (3 augustus 1981) is een voormalige Belgische Duitstalige politica voor de SP.

## Levensloop
Kever behaalde het diploma van master in de psychologie aan de Universiteit Luik. Ze ging werken bij het Sociaal-Psychologisch Centrum in Eupen en was van 2006 tot 2009 eveneens wetenschappelijk assistent aan de Universiteit Luik. Ze werkte ook als psychologe in het ziekenhuis van Sankt Vith en heeft eveneens een zelfstandige praktijk in Büllingen. In 2017 werd Kever bovendien lid van de raad van bestuur van de Beroepsvereniging van Franstalige Psychologische Ziekenhuizen (UPPCF).
Bij de verkiezingen van mei 2019 werd ze voor de SP verkozen tot lid van het Parlement van de Duitstalige Gemeenschap. In april 2022 verliet Kever het parlement en zegde ze tevens haar lidmaatschap van de SP op. Door de strikte fractietucht binnen de SP had ze het gevoel haar kiezers niet te kunnen vertegenwoordigen zoals zij dat wilde en daarom besloot ze de politiek vaarwel te zeggen.